# Barbaza, Antique
Barbaza là một đô thị cấp năm ở tỉnh Antique, Philippines. Theo điều tra dân số năm 2015, đô thị này có dân số 22.704 người trong.

## Các đơn vị hành chính
Barbaza, về mặt hành chính, được chia thành 39 khu phố (barangay).
| - Baghari - Bahuyan - Beri - Biga-a - Binangbang - Binangbang Centro - Binanu-an - Cadiao - Calapadan - Capoyuan - Cubay - Esparar - Gua | - Idao - Igpalge - Igtunarum - Embrangga-an - Integasan - Ipil - Jinalinan - Lanas - Langcaon (Evelio Javier) - Lisub - Lombuyan - Mablad - Magtulis | - Marigne - Mayabay - Mayos - Nalusdan - Narirong - Palma - Poblacion - San Antonio - San Ramon - Soligao - Tabongtabong - Tig-Alaran - Yapo |